# Esther Inglis
Esther Inglis (Dieppe, 1570 o potser 1569? – Leith, districte d'Edimburg, 30 d'agost de 1624) va ser una artesana miniaturista i cal·lígrafa, que posseïa habilitats en l'àmbit de l'enquadernació, l'escriptura i el brodat.
Compartint semblances amb Jane Segar, Inglis sempre va signar la seva obra i sovint va incloure autoretrats d'ella mateixa en l'acte d'escriure, un fet inèdit. Tanmateix, a diferència de Jane Segar, Inglis va establir amb èxit una carrera basada en llibres manuscrits creats per a mecenes reials.

## Primers anys
Esther Inglis era filla de Marie Pressot, hàbil cal·lígrafa, i Nicholas Langlois, mestre d'escola, més tard mestre de l'escola francesa d'Edimburg. Tots dos provenien de França i van arribar a Escòcia, segurament al voltant de 1569, fugint de les persecucions religioses, com a refugiats hugonots.
Se suposa que Inglis va rebre dels seus pares els coneixements i formació humanística i de la seva mare les habilitats en cal·ligrafia; així doncs va ser formada a casa. Ella va reconèixer aquest deutes de formació amb els seus pares en un dels seus primers manuscrits, Livret contenant diverses sortes de lettres.

## Carrera
La seva carrera s'estén des del 1586 fins al 1624, al llarg de la qual Inglis va fer almenys 63 manuscrits, dels quals se'n conserven gairebé una seixantena. Hi fa servir més de quaranta estils diferents d'escriptura a mà, amb moltes il·lustracions entre les quals hi ha autoretrats, flors i ocells, inicials historiades, pàgines dedicades als títols en blanc i negre o bé en color i cobertes brodades.
Molts dels seus petits llibres, enquadernats amb seda o vellut brodats per ella mateixa, estan dedicats a membres dels cercles protestants d'Anglaterra i Europa, a la reialesa, la noblesa, l'aristocràcia i el clergat. S'hi inclouen Elisabet I; Robert Devereux, segon comte d'Essex; Sir Anthony Bacon; el príncep Maurici de Nassau; Enric II, vescomte de Rohan; la seva mare Catherine de Parthenay, duquessa de Rohan; Enric Frederic Estuard; Lucy Harington, comtessa de Bedford; el príncep Enric; Lluïsa de Coligny; Robert Cecil, comte de Salisbury o i el rei Jaume I d'Anglaterra, entre d'altres.

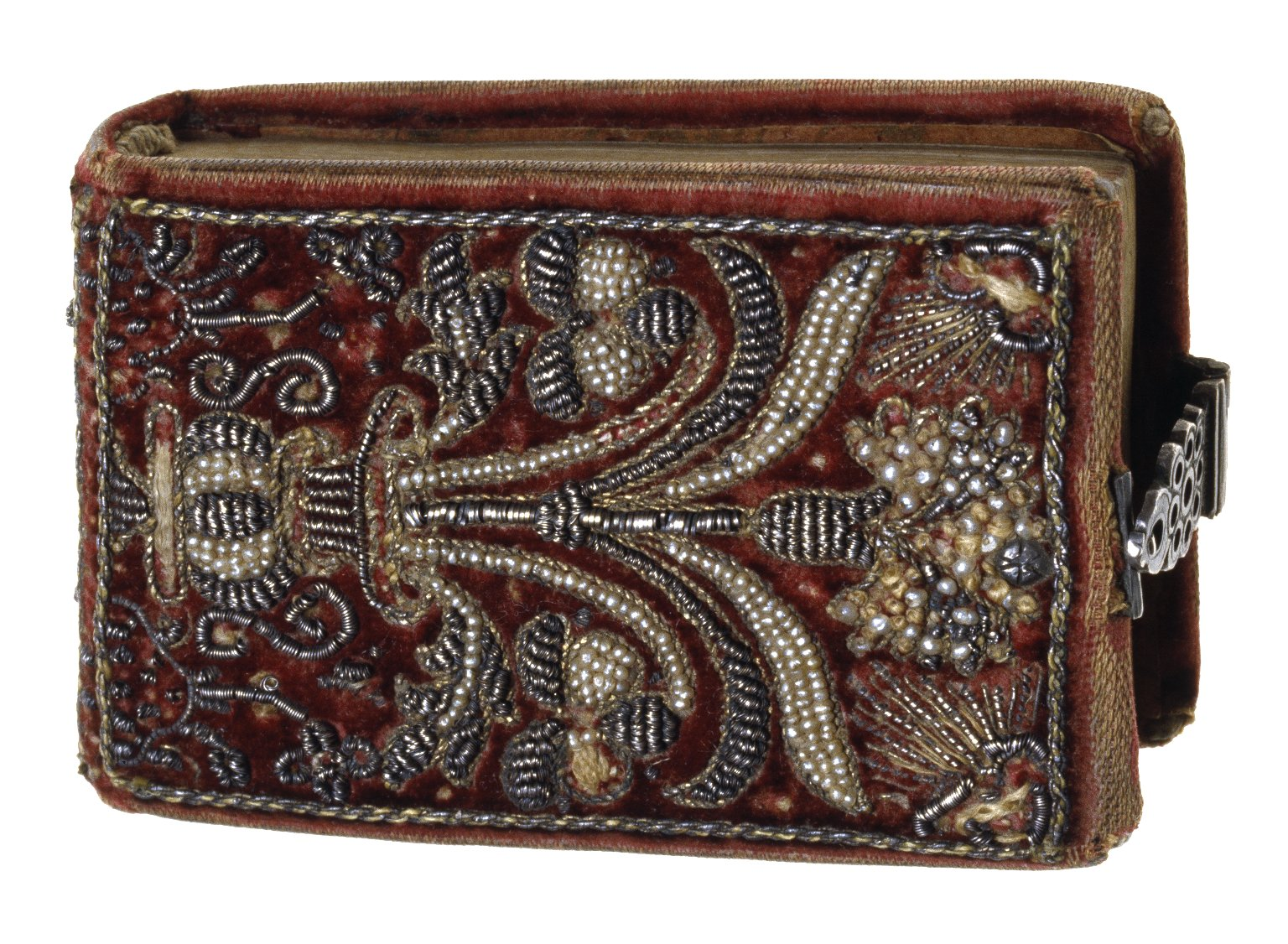
La portada dArgumenta psalmorum Davidis, brodada per Inglis el 1608 (Folger Shakespeare Library, Va94)

Inglis es va casar el 1596 amb Bartholomew Kello, que sembla que tenia un càrrec a Edimburg com a secretari de passaports i altra correspondència estrangera i treballava com a escrivà a la cort de Jaume I d'Anglaterra, en la qual sembla que Inglis va treballar també com a escrivana. Així que no tan sols van ser parella, sinó també companys de negoci perquè amb el temps ell es va convertir en el seu publicista i director comercial.
Kello col·laborà en l'obra de la seva dona, com havia fet abans el seu pare, escrivint dedicatòries i poemes lloant els destinataris de les obres, i lloant també la mateixa Inglis, mostrant-se tan orgullós de les seves habilitats que sovint ell mateix signava en el mateix llibre com «el marit de l'ornamentadora del llibre».   
Com que Kello era un empleat, la seva feina era proporcionar diversos tipus de documents, com ara passaports, testimonis i cartes de recomanació. Tot i que Inglis produïa aquests articles per a Kello, també va aplicar les seves habilitats per fer una sèrie de llibres de regal; ell s'encarregava de lliurar aquests documents i sembla que hi incloïa una còpia del llibre de regals de la seva dona, molt probablement esperant, a canvi, un guany. Per aquest motiu, Kello viatjava a l'estranger, i feia el paper de missatger o recopilador d'informació per presentar els llibres de la seva dona i imposar als seus amfitrions un pagament. Va ser en aquests llibres on Inglis va mostrar els seus talents i habilitats, introduint dibuixos impressionants a les pàgines de títol i establint fronteres creatives a cada pàgina de text. Es deia que els manuscrits estaven fets tan magníficament que semblaven obres impreses, en lloc d'estar completament dibuixats a mà. També va ser al voltant d'aquest període que la impressió –com a tecnologia en creixement– es va fer més àmpliament disponible, i els manuscrits fets a mà eren cada cop més valuosos.
Entre tots els manuscrits d'aquesta època, els llibres d'Inglis són importants perquè eren de mida molt petita; els més petits mesuraven una polzada i mitja per dues polzades o dues polzades per tres polzades, com l'Argumenta Psalmorum Davidis de la làmina 8, dedicat a Henry Frederick, príncep de Gal·les, el 1608. Inglis també és una de les tres dones que figuren, al diccionari biogràfic de Michael Apted i Susan Hannabuss, com a pintores a Escòcia abans de 1700, juntament amb Apollonia Kickius i Mrs Morris.
Quan Jaume I es va convertir en rei d'Anglaterra, Kello i Inglis es van traslladar a Essex, prop de Londres, i hi van viure aproximadament entre 1606 i 1615 abans de tornar a Edimburg, on van romandre fins a la mort d'Inglis, el 1624.

## Primers manuscrits: 1605–1607
El primer manuscrit que Inglis va presentar a Anglaterra, el febrer de 1605, era dedicat a Susanna Herbert, una persona que no coneixia personalment. El manuscrit recopilava fragments de text religiós i alfabets decoratius, i sens dubte es va reunir per demostrar la seva habilitat com a cal·lígrafa. Com que feia poc que Herbert s'havia convertit en Lady Herbert, és possible que Inglis li presentés aquest manuscrit amb l'esperança d'obtenir un lloc a la casa d'Herbert, així com una recompensa pel mateix manuscrit.
Després de 1605, Inglis va començar a apropar-se ella mateixa als seus dedicats, en lloc de fer-ho el seu marit per ella. El gener de 1606, Robert Sidney, Lucy Russell, comtessa de Bedford i Lady Erskine de Dirleton van rebre d'Inglis un llibre de regal d'Any Nou. Com Herbert, aquestes tres persones eren desconegudes per a Inglis, perquè ella no en coneixia cap personalment. A diferència del manuscrit presentat a Herbert, però, aquests mostraven un nou estil. Els llibres eren de mida més petita i oblonga, amb cada pàgina de text il·lustrada amb una flor de colors o un ocell petit. Les seves pàgines de títol també tenien vores florides i la forma oblonga dels llibres era única, ja que mai se n'han trobat en cap altre manuscrit medieval d'aquesta època. Igual que el manuscrit donat a Herbert, aquests llibres de regal estaven destinats a mostrar l'habilitat d'Inglis com a cal·lígrafa. Cada pàgina presentava un estil diferent d'escriptura a mà, i a la part superior de cada pàgina hi havia ocells, flors o papallones de colors.
Inglis va utilitzar bàsicament els llibres publicats com a inici per a la seva pròpia creativitat. Els artesans durant aquest període normalment copiaven text d'altres llibres reescrivint-lo amb signatures d'estil i afegint-hi vores i altres formes de la seva pròpia obra. Una pràctica habitual entre els artesans era crear diverses còpies del mateix llibre però incloure-hi dedicatòries diferents per a destinataris diferents. Una altra pràctica comuna era la de reescriure de nou textos ja impresos.
El juliol de 1606, el rei Christian de Dinamarca va venir a Anglaterra per visitar-lo. L'acompanyava el canceller Christianus Friis, conegut per la seva generositat. Per això, Inglis va preparar un altre manuscrit il·lustrat de flors específicament per a Friis, probablement amb l'esperança d'una generosa recompensa. Aquest manuscrit era molt semblant als tres regals d'Any Nou, tot i que Inglis va dibuixar diferents flors extretes d'una altra sèrie, les Florae Deae . Aquesta sèrie suposadament era immensament popular en aquest moment, ja que les mateixes flors es van dibuixar més tard sobre vidre pintat al Lydiard Park de Wiltshire, així com a altres ciutats.
Tot i que Inglis no semblava ser una artista molt inventiva, sovint es presentava com una persona altament qualificada, el treball de la qual valia la pena col·leccionar. També va ser assertiva a l'hora de reconèixer i mostrar els seus talents, sovint incloent text en els seus regals que deia "escrit i il·luminat per mi, Esther Inglis".

## Patrocini del príncep Enric: 1607–1614

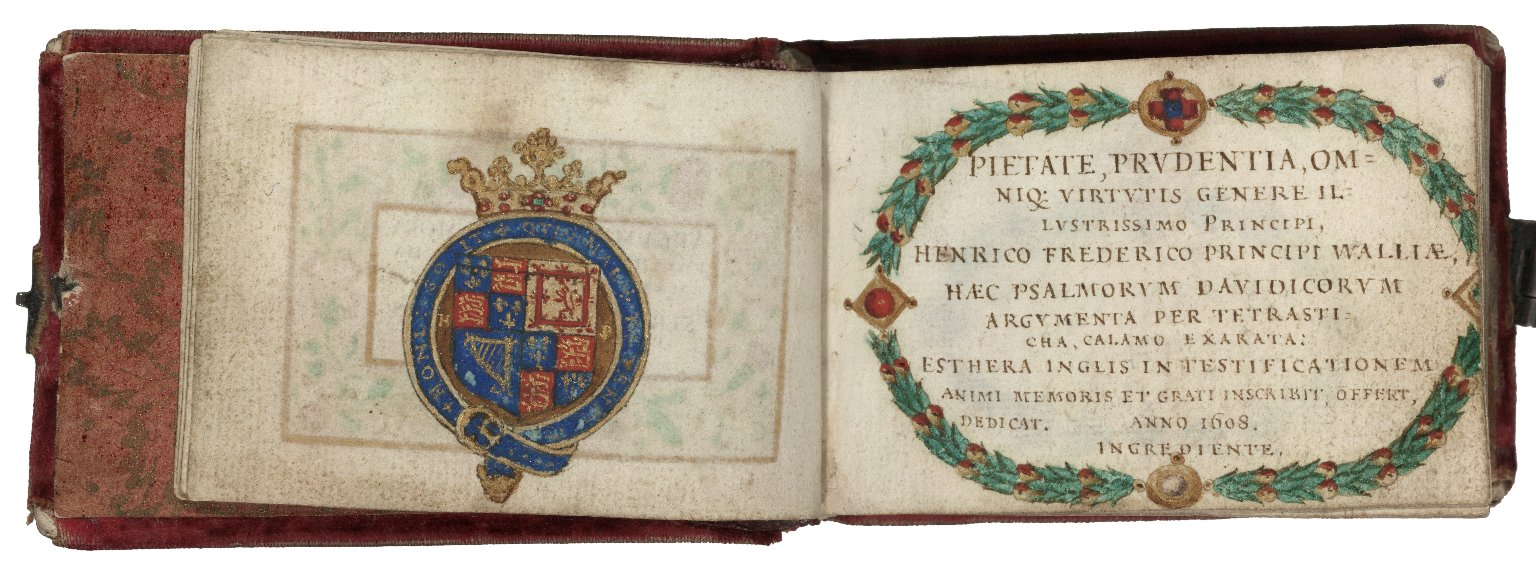
La pàgina dedicatòria de l'Argumenta psalmorum Davidis, al príncep Enric, 1608

Inglis va produir principalment els seus manuscrits il·lustrats amb flors el 1606 i el 1607, amb només unes poques excepcions, i va començar a produir molts menys manuscrits després de 1607. No se sap per què, però alguns proposen la idea que les il·lustracions simplement no eren tan populars com abans, o que eren massa laborioses per continuar produint-ne contínuament. També hi ha la idea que Inglis podria haver trobat patrocini a la cort del príncep Enric i potser això els va permetre prou estabilitat financera com per no haver de produir aquests manuscrits il·lustrats. De 1607 a 1614, Inglis va fer només vuit manuscrits coneguts, cinc dels quals dedicats al príncep Enric o a Sir David Murray. Tampoc es va acostar a altres mecenes durant aquest període, cosa que permet suposar que havia trobat algun tipus de mecenatge a la cort del rei Enric.

## Personalització dels llibres

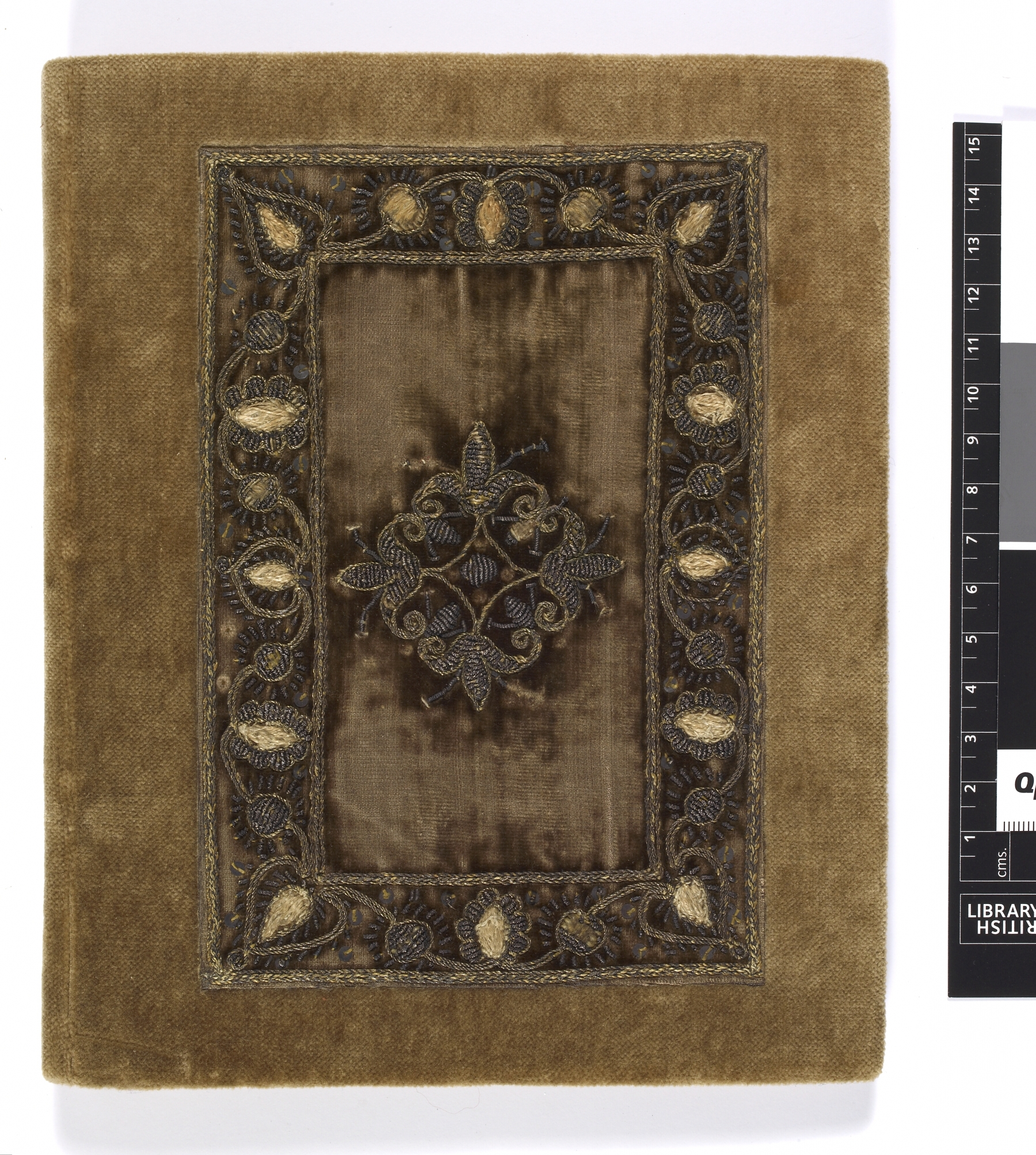
El llibre de lEclesiastès, juntament amb el Càntic de Salomó (1599)

A principis de la seva carrera, abans dels seus manuscrits temàtics de flors, Inglis es va inspirar en els dissenys de llibres impresos, sovint copiant les vores del títol gravades, els ornaments i les inicials. Dos dels que es consideren els seus llibres més bells d'aquest període són el CL Psaumes de David, dedicat al príncep Maurici de Nassau el 1599, i Le Livre de l'Ecclesiaste, dedicat a la Vicomtesse de Rohan el 1601. Totes dues obres combinen elements de diverses fonts, que treballen conjuntament per crear llibres de regal tenint en compte el caràcter i la personalitat del destinatari.    
No va ser fins més tard en la seva carrera que Inglis va començar a dibuixar en color i a il·lustrar amb diferents flors, fruits o animals petits que sovint apareixien a les vores dels manuscrits flamencs. Més endavant, va tornar a desenvolupar llibres impresos recreats, inclosa la reproducció de cinquanta-un dels Emblemes ou devises chrestiennes de Georgette de Montenay per al príncep Carles.
Encara que les sanefes creatives i les il·lustracions acolorides formaven part de la tècnica d'Inglis, també va brodar la seva obra. Va produir cobertes semblants a joies per a les obres de la reialesa, generalment brodades amb perles i fils d'or i plata sobre vellut vermell. La portada de cada llibre complementa la mostra interior dels seus llibres d'estil cal·ligràfic, portades, autoretrats, ornaments, dibuixos a tinta i emblemes.

## Implicació protestant
Els pares d'Inglis eren protestants practicants, cosa que fa probable que Inglis també ho fos. Molts dels seus llibres anaven destinats a membres de la comunitat protestant al voltant d'Elisabet I i Jaume I.
D'uns seixanta manuscrits diferents identificats, la majoria són còpies de textos religiosos protestants: salms de la Bíblia de Ginebra, així com altres versions de la Bíblia, versos dels Proverbis i Eclesiastés, el Càntic de Salomó, les Lamentacions de Jeremies i els Quatrains de Guy Du Faur, Seigneur de Pibrac i Octonairs d'Antoine de la Roche Chandieu, dos famosos escriptors religiosos francesos del segle XVI.

## Fills
Esther Inglis va tenir cinc fills, dues noies i tres nois. El seu fill gran, Samuel, es va educar a la Universitat d'Edimburg. El juny de 1620, Inglis va escriure al rei Jaume amb l'esperança que pogués aconseguir per al seu fill una beca a Oxford o Cambridge. Samuel Inglis va succeir al seu pare com a rector de Spexhall a Suffolk, i possiblement contra la seva voluntat.

## Reconeixement
Al 2024, amb motiu del quart centenari de la seva mort, la Universitat d'Edimburg, juntament amb la Universitat de Leiden, celebra un col·loqui amb investigadors experts en l'obra d'Esther Inglis.